# Tipula (Pterelachisus) hibii
Tipula (Pterelachisus) hibii is een tweevleugelige uit de familie langpootmuggen (Tipulidae). De soort komt voor in het Palearctisch gebied.